# Apanteles maritimus
Apanteles maritimus är en stekelart som beskrevs av Wilkinson 1941. Apanteles maritimus ingår i släktet Apanteles och familjen bracksteklar. Inga underarter finns listade i Catalogue of Life.